# Абубакаров, Сайпуди Сайдиевич
Сайпуди Сайдиевич Абубакаров — чеченский спортсмен, обладатель чёрных поясов по различным видам единоборств, тренер. Член исполкома Федерации этноспорта России. Вице-президент международной организации Союз школ боевых искусств «SUMA». Инструктор по спортивному карате СССР (единственный из чеченцев). Заслуженный тренер России по боевому самбо. Инструктор Академии тхэквондо Португалии. Член международного клуба чёрных поясов KUKKIWON (Сеул).

## Спортивные результаты
- Чемпион мира по боевым искусствам среди ветеранов;
- 10 дан МАТБИ, гранд-мастер дзю-дзюцу;
- 9 дан SUMA;
- 6 дан кэмпо рю;
- 5 дан кобудо;
- 4 дан айкибудзюцу;
- 3 дан по контактному карате;
- 3 дан тхеквандо WTF;
- 2 дан Кодокан син рю дзю-дзюцу;
- 1 дан ТКД[1].

## Известные воспитанники
- Хасханов, Руслан (1985) — боец смешанных единоборств, обладатель Кубка чемпионов по панкратиону ЮФО, чемпион России, Европы, Азии и мира по бразильскому джиу-джитсу, десятикратный чемпион России и чемпион мира по боевому самбо;
- Махаджиев, Джабраил;
- Махаджиев, Мансур;
- Махажиев, Рахман Саламбекович;
- Хаджимуратов, Бислан;
- Дудуев, Умарасхаб;

## Награды
- Заслуженный тренер Чеченской Республики;
- Заслуженный наставник боевых искусств России;
- Первый кавалер ордена международной миротворческой программы «Книга мира»;
- Орден «За верность Богу и Отечеству»;
- Награда президента США «Presidental Sport Awars» (1992, Вашингтон);
- Орден В. С. Ощепкова;
- Международная премия «Защитник Отечества»;
- Орден «За заслуги в боевых искусствах».